# L'École des fans (France)
 (janvier 2025).
Si vous disposez d'ouvrages ou d'articles de référence ou si vous connaissez des sites web de qualité traitant du thème abordé ici, merci de compléter l'article en donnant les références utiles à sa vérifiabilité et en les liant à la section « Notes et références ».
Pour l’adaptation québécoise de l’émission, voir L'École des fans (Québec).
L'École des fans est une émission de télévision musicale française créée sur Antenne 2 le 30 janvier 1977 à l'initiative de l'animateur Jacques Martin pour faire se rencontrer les interprètes du répertoire de la chanson de variétés et des enfants dans le cadre de l'émission Bon Dimanche jusqu'au 25 juin 1978.
L'émission revient à l'écran le 21 décembre 1980 jusqu'au 21 juin 1998 dans le cadre de Dimanche Martin puis se poursuit chaque dimanche sur France 2, présentée, lors de ses derniers numéros, par Jean-Claude Brialy qui remplace Jacques Martin souffrant. En raison des problèmes de santé et du non-renouvellement du contrat de Jacques Martin, l'émission, comme toutes celles de Dimanche Martin, est arrêtée à la rentrée suivante.
Au Québec, l'émission est diffusée à partir du 24 janvier 1981 sur TVFQ 99 et s'est poursuivie sur son successeur, TV5 Québec Canada, durant les années 1990.
L'émission est ressuscitée en France par Patrick Sébastien pour six soirées durant la saison 2002-2003 sur France 2 sous le titre La Grande École des fans.
Un deuxième retour a lieu le 26 septembre 2009 avec Philippe Risoli sur la chaîne Gulli jusqu'en 2012. Le 3 janvier 2014, l'humoriste Willy Rovelli prend les commandes de l'émission, renommée L'École des fans nouvelle génération, et le remplace pour une unique saison.

## Principe de l'émission
Le principe est d'inviter chaque dimanche un chanteur célèbre. Des enfants doivent interpréter chacun à leur tour un titre de l'invité, qui parfois chante un couplet avec eux. Avant de chanter, chaque enfant se voit questionné par Jacques Martin ; ces questions font la célébrité de l'émission. Occasionnellement, des émissions sont réalisées avec des instrumentistes, tels que le trompettiste Maurice André.
Durant les premières années, Stéphane Collaro participe à l'animation de l'émission sous le sobriquet de « Tonton Mayonnaise ». Il est supposé faire les additions des notes décernées par les petits chanteurs à chacun de leurs camarades, et ainsi annoncer le gagnant. Invariablement, il prétend soit ne plus savoir où il en est de ses comptes et déclare tous les participants premiers ex aequo, soit il annonce une égalité mathématique parfaite (« j'ai beau recompter ») et tout le monde termine premier.
L'orchestre, généralement composé d'un pianiste (André Dauchy, Albert Lévy puis Pino Lattuca) et d'un contrebassiste (Bob Quibel), accompagne les enfants en direct (ils sont aujourd'hui remplacés par Mitch au piano et Fred à la contrebasse électrique). Il est régulièrement pris à partie par Jacques Martin, notamment lorsque le rythme du morceau joué peine à suivre les hésitations des enfants. C'est l'occasion d'intéresser les plus grands avec quelques morceaux d'humour très second degré.
À la fin de l'émission, les enfants se font remettre des cadeaux en direct sur le plateau, offerts par la chaîne.

### L'École des fans nouvelle génération
En 2014, le programme change de nom et devient L'École des fans nouvelle génération. Le principe de l'émission évolue légèrement : en effet un jury est désormais présent et donne son avis sur la prestation de chaque enfant. Les jurés sont Laurence Guillet, Roberto Ciurleo et Roddy Julienne.

## Anecdotes de l'émission
- Danièle Évenou présente l'émission les 29 mars, 5 et 12 avril 1981. Elle est alors la compagne de Jacques Martin ainsi que la mère de deux de ses enfants.
- Vanessa Paradis y fait, enfant, sa première apparition télévisée dans l'émission du 3 mai 1981 où elle interprète La Chanson d'Émilie Jolie et du grand oiseau du conte musical Émilie Jolie.
- Les Nuls font une parodie de L'École des fans dans Les Nuls L'émission, avec la participation de Valérie Lemercier, interprétant la jeune Odeline Fion venue chanter Capri c'est fini. Alain Chabat y joue le rôle de Jacques Martin.
- Jacques Martin avait appris début mars 1998 que ses émissions qui constituaient Dimanche Martin ne seraient pas reconduites à partir de la rentrée 1998, Michel Drucker étant engagé pour le remplacer et remplir les dimanches après-midi avec Vivement dimanche et Vivement dimanche prochain. La mauvaise nouvelle de son licenciement ou remerciement serait responsable de son accident vasculaire cérébral. De mars à juin 1998, Jean-Claude Brialy remplace Jacques Martin, pour terminer la saison.
- Ophélie Meunier a chanté à 4 ans devant Julio Iglesias, dans l'émission du 16 juin 1992.

### Jeu de société
En 2011, Dujardin édite un jeu de société basé sur l'émission, qui peut se jouer de 2 à 6 joueurs à partir de 4 ans.

### Les présentateurs
- Jacques Martin : du 30 janvier 1977 au 22 mars 1998
- Jean-Claude Brialy : du 29 mars 1998 au 21 juin 1998
- Patrick Sébastien : du 19 octobre 2002 au 26 avril 2003
- Philippe Risoli : du 26 septembre 2009 au 22 juin 2012
- Willy Rovelli : du 3 janvier 2014 au 2 mai 2014

- Patrick Simpson-Jones a remplacé ponctuellement Jacques Martin, notamment lors de l'émission consacrée aux Charlots le 3 avril 1983[3].